# Bremgarten-Dietikon-Bahn
| Ein Diamant-Triebwagen auf der Reussbrücke in Bremgarten | |                                                            |                                                    |
| | |                                                            |                                                    |
| Streckennummer (BAV): | 655 (Wohlen Süd–Bremgarten West) 656 (Bremgarten West–Dietikon)                                              |                                                            |                                                    |
| Fahrplanfeld: | 654 |                                                            |                                                    |
| Streckenlänge: | 18,8 km - davon doppelspurig:1,6 km - ehemaliges Dreischienengleis: 6,6 km - auf öffentlicher Strasse:0,8 km |                                                            |                                                    |
| Spurweite: | 1000 mm (Meterspur)                                                                                          |                                                            |                                                    |
| Stromsystem: | bis 1969: 750 V = ab 1969: 1200 V =                                                                          |                                                            |                                                    |
| Maximale Neigung: | 60 ‰ |                                                            |                                                    |
| Minimaler Radius: | 25 m |                                                            |                                                    |
| Zugbeeinflussung: | ZSI-127 |                                                            |                                                    |
| | |                                                            |                                                    |
| \| \| \| in kleiner Schrift nach dem Stationsname die Betriebsjahre \| \| \| \| \| \| \| \| \| 0,0 \| Wohlen AG seit 1876 \| 423 m ü. M. \| \| \| \| Bünz 10 m \| \| \| \| 1,4 \| Wohlen Oberdorf seit 1883 \| 431 m ü. M. \| \| \| \| \| \| \| \| 2,9 \| Wohlen Touch the Air auch Fulenbach, bei Veranstaltungen \| 451 m ü. M. \| \| \| \| \| \| \| \| 4,0 \| Erdmannlistein seit 1912 \| 441 m ü. M. \| \| \| 7,0 \| Bremgarten West seit 1876 \| 401 m ü. M. \| \| \| \| Bremgarten Isenlauf seit 1986 \| \| \| \| \| Reussbrücke Bremgarten 156 m 1912– \| \| \| \| \| Bremgarten Obertor 1902–1958, 1994– \| \| \| \| 8,2 \| Bremgarten seit 1958 \| 390 m ü. M. \| \| \| \| Bibenlos-Sonnenhof 1902–1942, 2007– \| \| \| \| 9,1 \| Zufikon seit 1902 \| 421 m ü. M. \| \| \| 9,7 \| Zufikon Hammergut seit 1990 \| Zufikon Hammergut seit 1990 \| \| \| 10,3 \| Widen Heinrüti seit 1902 \| 475 m ü. M. \| \| \| 10,8 \| Zufikon Belvédère 1910–1946, 1968– \| 521 m ü. M. \| \| \| 11,8 \| Belveder Beginn Doppelspur \| Belveder Beginn Doppelspur \| \| \| 12,2 \| Berikon-Widen beim Mutschellen \| 550 m ü. M. \| \| \| \| Mutschellen \| \| \| \| \| Zelgrank 1902–1946 \| \| \| \| 13,5 \| Rudolfstetten Hofacker seit 1990 (Ende Doppelspur) \| Rudolfstetten Hofacker seit 1990 (Ende Doppelspur) \| \| \| 14,1 \| Rudolfstetten seit 1902 \| 471 m ü. M. \| \| \| \| Reppisch 20 m \| \| \| \| 16,2 \| Reppischhof seit 1902 \| 428 m ü. M. \| \| \| \| Holenstrasse 1904–1946 \| \| \| \| \| Honert 1902–1913 \| \| \| \| 17,3 \| Dietikon Stoffelbach seit 1990 \| Dietikon Stoffelbach seit 1990 \| \| \| 17,6 \| Bergfrieden seit 1913 \| 413 m ü. M. \| \| \| \| Dietikon Schöneggstrasse seit 1985 \| \| \| \| \| Schmiedstube 1902–1954 \| \| \| \| \| Badenerstrasse 1902–1942 \| \| \| \| \| Limmattalbahn von Killwangen \| \| \| \| 18,9 \| Dietikon seit 1902 \| 388 m ü. M. \| \| \| \| Limmattalbahn nach Zürich-Altstetten \| \| | |                                                            |                                                    |
| | | in kleiner Schrift nach dem Stationsname die Betriebsjahre |                                                    |
| | |                                                            |                                                    |
| Kopfbahnhof Streckenanfang | 0,0 | Wohlen AG seit 1876                                        | 423 m ü. M.                                        |
| Brücke über Wasserlauf | | Bünz 10 m                                                  | Bünz 10 m                                          |
| Haltepunkt / Haltestelle | 1,4 | Wohlen Oberdorf seit 1883                                  | 431 m ü. M.                                        |
| | |                                                            |                                                    |
| Haltepunkt / Haltestelle | 2,9 | Wohlen Touch the Air auch Fulenbach, bei Veranstaltungen   | 451 m ü. M.                                        |
| | |                                                            |                                                    |
| Bahnhof | 4,0 | Erdmannlistein seit 1912                                   | 441 m ü. M.                                        |
| Bahnhof | 7,0 | Bremgarten West seit 1876                                  | 401 m ü. M.                                        |
| Haltepunkt / Haltestelle | | Bremgarten Isenlauf seit 1986                              | Bremgarten Isenlauf seit 1986                      |
| Brücke über Wasserlauf | | Reussbrücke Bremgarten 156 m 1912–                         | Reussbrücke Bremgarten 156 m 1912–                 |
| Haltepunkt / Haltestelle | | Bremgarten Obertor 1902–1958, 1994–                        | Bremgarten Obertor 1902–1958, 1994–                |
| Bahnhof | 8,2 | Bremgarten seit 1958                                       | 390 m ü. M.                                        |
| Haltepunkt / Haltestelle | | Bibenlos-Sonnenhof 1902–1942, 2007–                        | Bibenlos-Sonnenhof 1902–1942, 2007–                |
| Haltepunkt / Haltestelle | 9,1 | Zufikon seit 1902                                          | 421 m ü. M.                                        |
| Bahnhof | 9,7 | Zufikon Hammergut seit 1990                                | Zufikon Hammergut seit 1990                        |
| Bahnhof | 10,3 | Widen Heinrüti seit 1902                                   | 475 m ü. M.                                        |
| Haltepunkt / Haltestelle | 10,8 | Zufikon Belvédère 1910–1946, 1968–                         | 521 m ü. M.                                        |
| Blockstelle | 11,8 | Belveder Beginn Doppelspur                                 | Belveder Beginn Doppelspur                         |
| Bahnhof | 12,2 | Berikon-Widen beim Mutschellen                             | 550 m ü. M.                                        |
| Kulminations-/Scheitelpunkt | | Mutschellen                                                | Mutschellen                                        |
| ehemaliger Haltepunkt / Haltestelle | | Zelgrank 1902–1946                                         | Zelgrank 1902–1946                                 |
| Haltepunkt / Haltestelle | 13,5 | Rudolfstetten Hofacker seit 1990 (Ende Doppelspur)         | Rudolfstetten Hofacker seit 1990 (Ende Doppelspur) |
| Bahnhof | 14,1 | Rudolfstetten seit 1902                                    | 471 m ü. M.                                        |
| Brücke über Wasserlauf | | Reppisch 20 m                                              | Reppisch 20 m                                      |
| Bahnhof | 16,2 | Reppischhof seit 1902                                      | 428 m ü. M.                                        |
| ehemaliger Haltepunkt / Haltestelle | | Holenstrasse 1904–1946                                     | Holenstrasse 1904–1946                             |
| ehemaliger Haltepunkt / Haltestelle | | Honert 1902–1913                                           | Honert 1902–1913                                   |
| Bahnhof | 17,3 | Dietikon Stoffelbach seit 1990                             | Dietikon Stoffelbach seit 1990                     |
| Haltepunkt / Haltestelle | 17,6 | Bergfrieden seit 1913                                      | 413 m ü. M.                                        |
| Haltepunkt / Haltestelle | | Dietikon Schöneggstrasse seit 1985                         | Dietikon Schöneggstrasse seit 1985                 |
| ehemaliger Haltepunkt / Haltestelle | | Schmiedstube 1902–1954                                     | Schmiedstube 1902–1954                             |
| ehemaliger Haltepunkt / Haltestelle | | Badenerstrasse 1902–1942                                   | Badenerstrasse 1902–1942                           |
| Abzweig mit U-Bahn geradeaus und von links | | Limmattalbahn von Killwangen                               | Limmattalbahn von Killwangen                       |
| Kopfbahnhof mit U-Bahn Streckenende und Streckenanfang | 18,9 | Dietikon seit 1902                                         | 388 m ü. M.                                        |
| U-Bahn-Strecke | | Limmattalbahn nach Zürich-Altstetten                       | Limmattalbahn nach Zürich-Altstetten               |

Die Bremgarten-Dietikon-Bahn (BD, anfänglich BDB) ist eine ehemalige Privatbahngesellschaft in der Schweiz, die eine schmalspurige Strecke von Bremgarten im Kanton Aargau nach Dietikon im Kanton Zürich erbaute. Später pachtete sie die normalspurige Strecke von Bremgarten nach Wohlen der ehemaligen Wohlen-Bremgarten-Bahn und baute sie mit einer dritten Schiene für den Meterspurbetrieb um. Dadurch entstand ein durchgehender Betrieb von Wohlen nach Dietikon.
Die BD fusionierte im Jahr 2000 mit der Wohlen-Meisterschwanden-Bahn (WM) zur BDWM Transport AG, welche wiederum am 19. Juni 2018 mit der Wynental- und Suhrentalbahn zur Aargau Verkehr AG (AVA) fusionierte. Die Strecke ist als S 17 seit 1990 in die S-Bahn Zürich und seit 2008 auch in die S-Bahn Aargau eingebunden. Die Normalspurteile des Dreischienengleises zwischen Wohlen und Bremgarten West wurden im Sommer 2016 abgebaut. Am 18. Februar 2021 ging das Eigentum an den Grundstücken von der SBB auf die AVA über.

## Geschichte

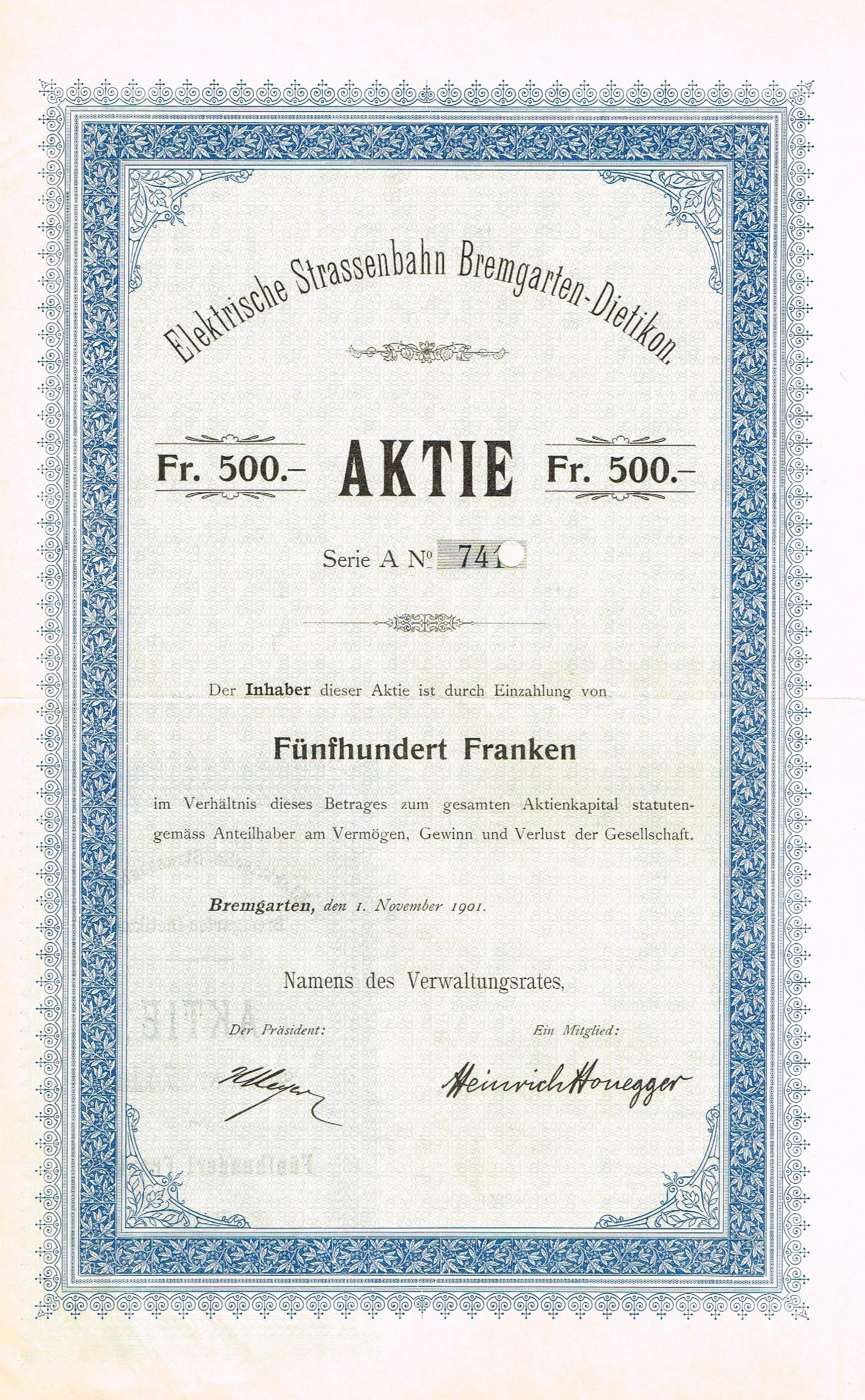
Aktie über 500 Franken der Gesellschaft Elektrische Strassenbahn Bremgarten-Dietikon vom 1. November 1901

Die Strecke zwischen Wohlen und Bremgarten West wurde von der Wohlen-Bremgarten-Bahn als normalspurige Zweigstrecke der Aargauischen Südbahn (Aarau–Wohlen–Rotkreuz) gebaut. Auf eine Überbrückung der Reuss verzichtete man damals aus Kostengründen. Die Strecke wurde am 1. September 1876 eröffnet und mit Dampflokomotiven betrieben. Ab 1882 gab es durchgehende Züge Brugg–Lenzburg–Wohlen–Bremgarten. Die neu gegründete SBB übernahm die Zweiglinie am 1. Januar 1902.

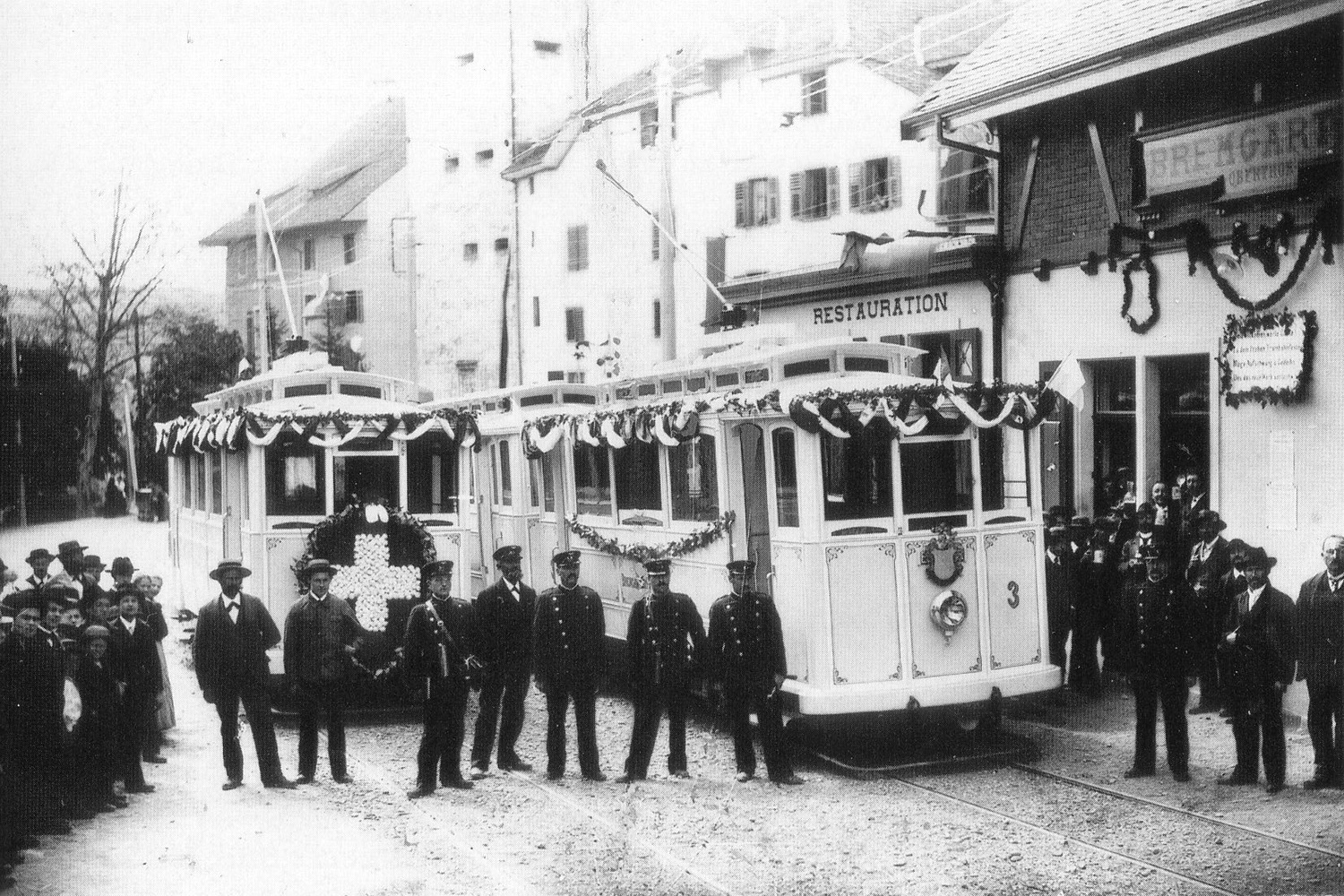
1902: Eröffnung der Bremgarten-Dietikon-Bahn

Die Strecke nach Wohlen hatte für Bremgarten drei Nachteile: Der Fahrplan war schlecht, der Bahnhof lag zu weit vom Zentrum entfernt, und es gab keine Verbindung nach Zürich. Die Stadt Bremgarten liess 1895 ein Projekt für eine elektrische Strassenbahn nach Dietikon erarbeiten. Die Bauarbeiten begannen 1901, die Gleise wurden ausschliesslich im Strassenraum verlegt. Am 1. Mai 1902 wurde die Strecke eröffnet.
Doch noch immer gab es zwischen Bremgarten und Bremgarten West eine Lücke von rund einem Kilometer, Fahrgäste mussten in eine Postkutsche umsteigen. Die BD führte mit den SBB Verhandlungen und konnte 1910 einen Pachtvertrag für die Wohlen-Bremgarten-Bahn abschliessen. Die Strecke wurde mit 750 V Gleichspannung elektrifiziert und erhielt eine zusätzliche Schiene Meterspurgleis, über die Reuss entstand eine Brücke. Der durchgehende elektrische Betrieb zwischen Wohlen und Dietikon wurde am 8. Februar 1912 aufgenommen.

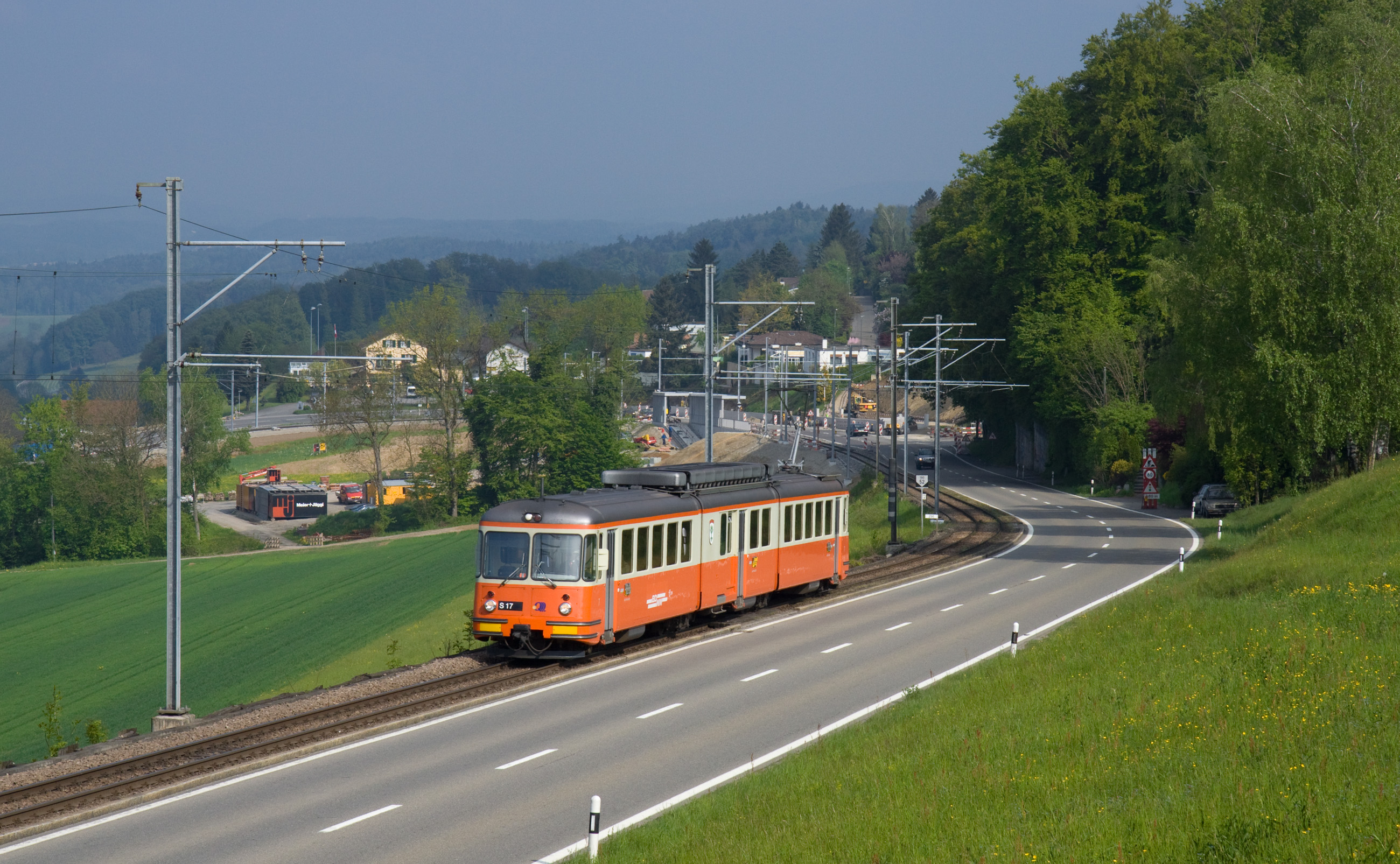
BDe 8/8 am Mutschellen-Pass

Ab 1930 wurde die Strecke über den Mutschellen nach und nach von der Strasse getrennt. Nach 1950 wandelte sich das Bähnlein dank neuem Rollmaterial und neuen technischen Einrichtungen zu einer modernen Vorortsbahn. Auf den Sommerfahrplan 1969 wurden die Fahrleitungsspannung auf 1200 V angehoben und nur noch die neu abgelieferten BDe 8/8-Züge für den Personenverkehr und die für die erhöhte Fahrleitungsspannung angepassten BDe 4/4 10 und 11 im Güterverkehr eingesetzt. Die Eröffnung der S-Bahn Zürich am 27. Mai 1990 führte zu einem Entwicklungsschub. Die Strecke wurde ins S-Bahnnetz integriert, der Fahrplan wurde verdichtet, und es entstanden drei neue Haltestellen mit Ausweichmöglichkeiten. Seit 1995 besteht ein Doppelspurabschnitt zwischen Rudolfstetten Hofacker und Berikon-Widen, der zwei Jahre später bis zur Haltestelle «Belveder» verlängert wurde.
Die Strecke ist vor allem für den Pendlerverkehr von und nach Zürich wichtig. Montag bis Samstag besteht tagsüber von der morgendlichen Stosszeit bis um ca. 21 Uhr ein Viertelstundentakt zwischen Bremgarten West und Dietikon. Zu den restlichen Zeiten verkehren die Züge im Halbstundentakt. Die Tarifstruktur des aargauischen Streckenteils ist in den Tarifverbund A-Welle integriert, jene des zürcherischen Streckenteils im Zürcher Verkehrsverbund.

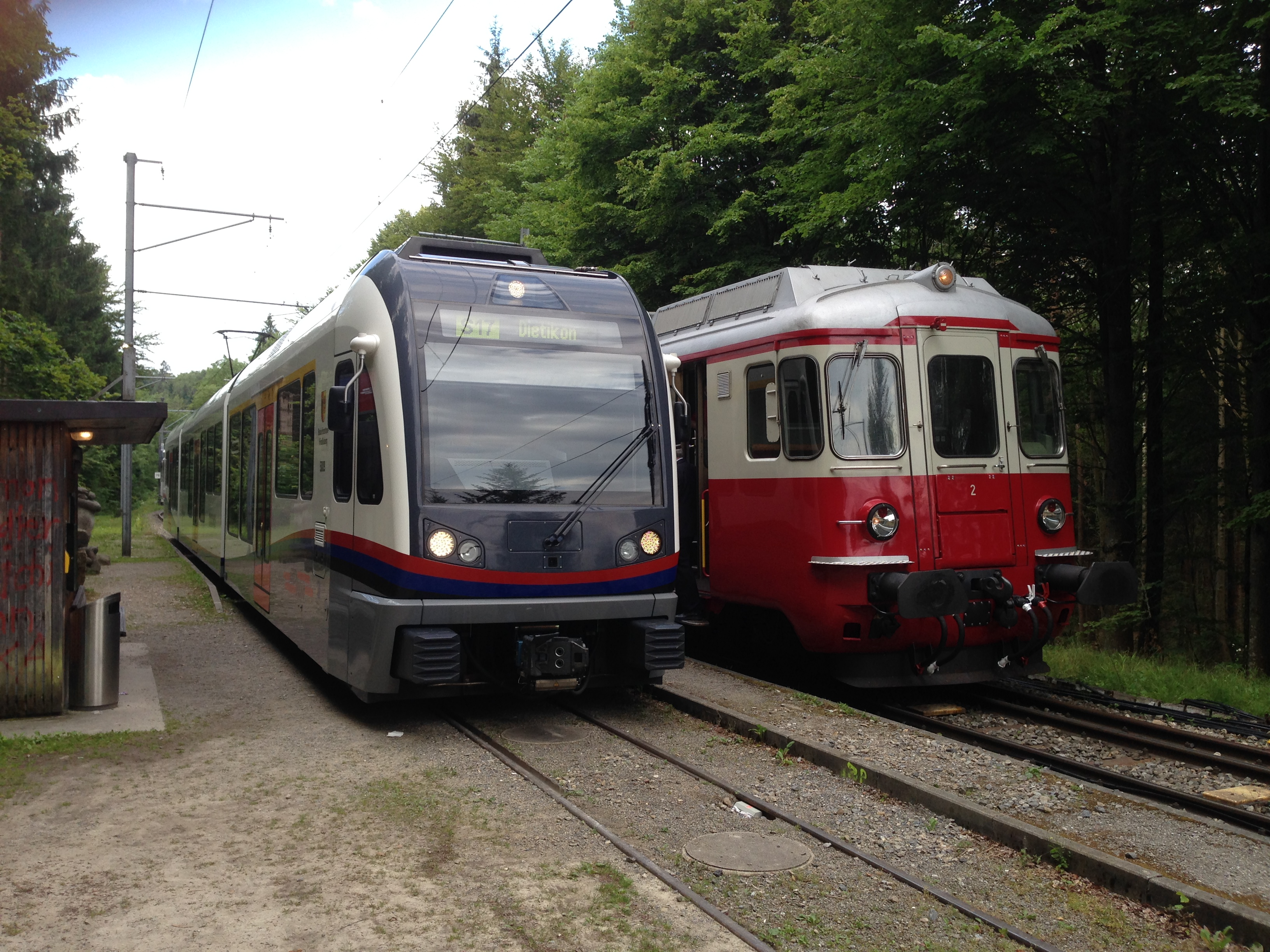
Bei der Haltestelle Erdmannlistein überholt ein Diamant-Triebwagen eine Sonderfahrt des DSF auf dem Normalspurgleis. Dazu wurde ein erhaltener Triebwagen der Wohlen-Meisterschwanden-Bahn verwendet, der auf diesem fahrleitungslosen Abschnitt von einer Em-3/3-Diesellokomotive geschoben wurde.

Durch die Schliessung mehrerer Industriebetriebe war der Güterverkehr zwischen Wohlen und Bremgarten derart stark zurückgegangen, dass er seit 1995 weitgehend ruht und das Dreischienengleis nur noch sporadisch für Sonderfahrten genutzt wurde. Am 30. Juni 2015 wurde der Betrieb eingestellt und das Gleis im Sommer 2016 abgebaut. Bis 2019 wurde der Streckenabschnitt Wohlen–Bremgarten West umfassend saniert, die Kosten betrugen 25 Millionen Franken. Der Bahnhof Bremgarten West wurde neu errichtet, ebenso die Haltestelle Wohlen Oberdorf.
Seit Dezember 2022 besteht am Bahnhof Dietikon nicht nur Umstiegsmöglichkeit zu den SBB, sondern auch zur neuen Limmattalbahn, die als Strassenbahn von Zürich-Altstetten nach Killwangen führt und eventuell später bis Baden verlängert werden soll. Sie nutzt auf einem kurzen Stück die bestehenden Gleisanlagen der BD, besitzt aber ausser dem Bahnhof Dietikon keine weitere gemeinsame Haltestelle. Damit ist die Bremgarten-Dietikon-Bahn erstmals mit dem Zürcher Tramnetz verbunden. Durchgehende Fahrten finden jedoch nicht statt.

### Zukunft

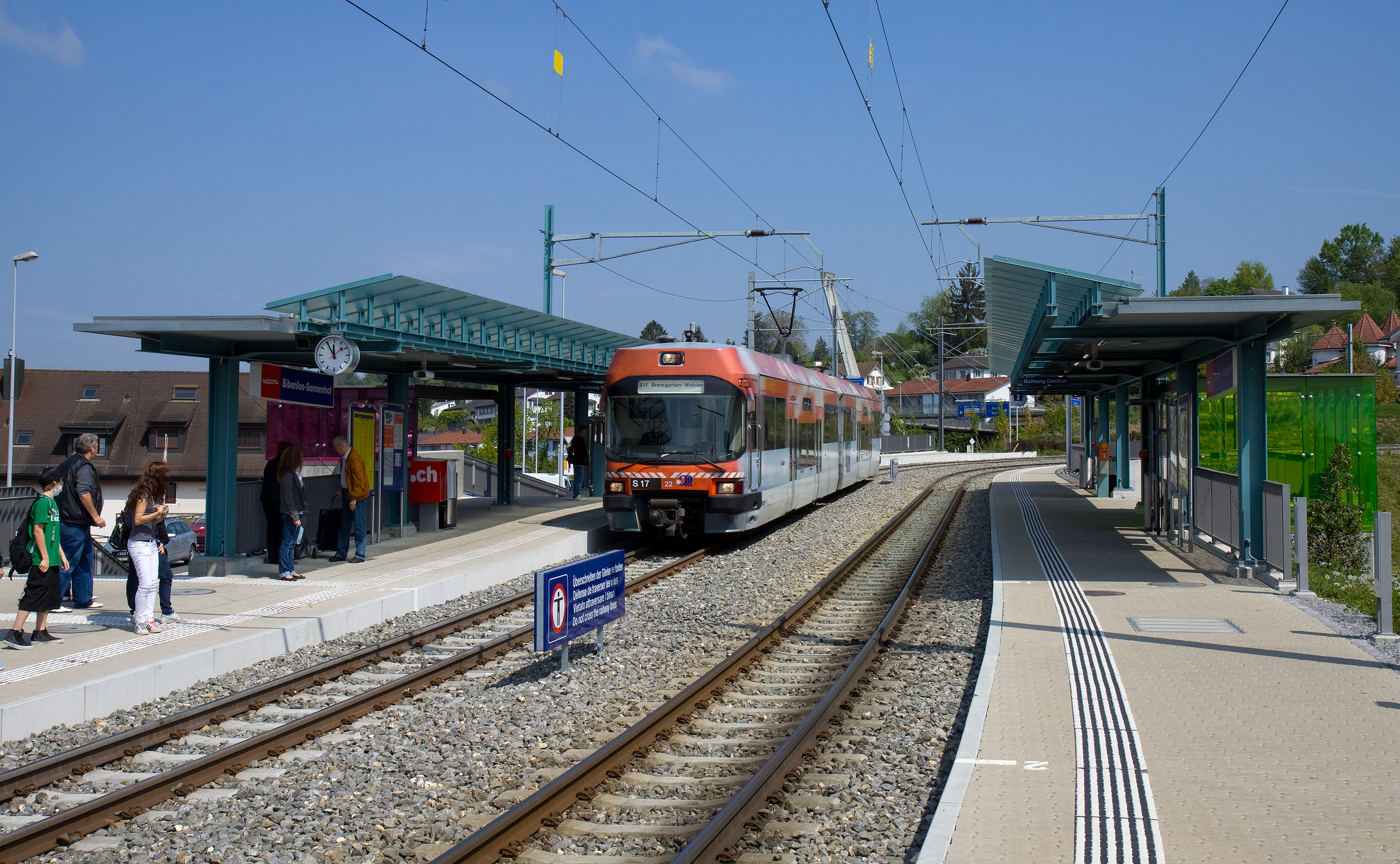
Moderne Haltestelle Bibenlos-Sonnenhof

Ein Engpass ist die Kreuzung auf dem Mutschellen. Von Dietikon kommend überquert die Bahn unmittelbar vor der Einfahrt in den Bahnhof Berikon-Widen die Strasse Richtung Berikon oder Birmensdorf. Die Bahn blockiert die ohnehin schon überlastete Kreuzung noch zusätzlich, was zu den Stosszeiten oft zu langen Staus führt. Mittelfristig ist eine vollständige Neugestaltung der Kreuzung geplant. Eine Idee ist ein grosser Kreisel mit einem Bahnviadukt, der über die Kreuzung führt, ähnlich wie dies bereits 2007/2008 im «Zufikerrank» realisiert wurde. Auch eine Verlegung des Bahntrasses unter die Strasse wird in Erwägung gezogen. Ein niveaufreier Übergang zwischen Bahn und Strasse wird auf jeden Fall favorisiert, ist aber mit sehr hohen Kosten verbunden.

## Strecke

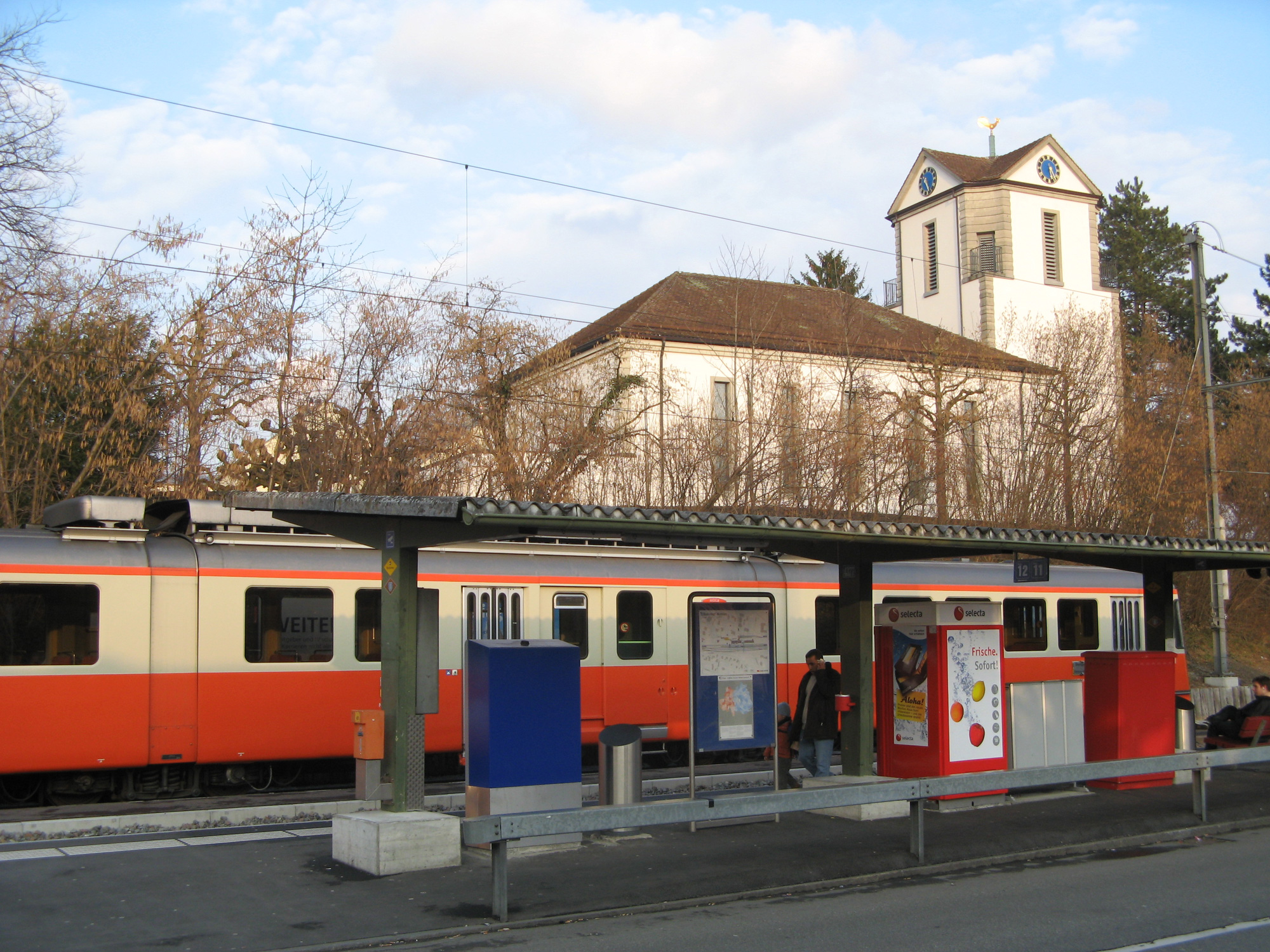
Zug am Bahnhofplatz in Wohlen

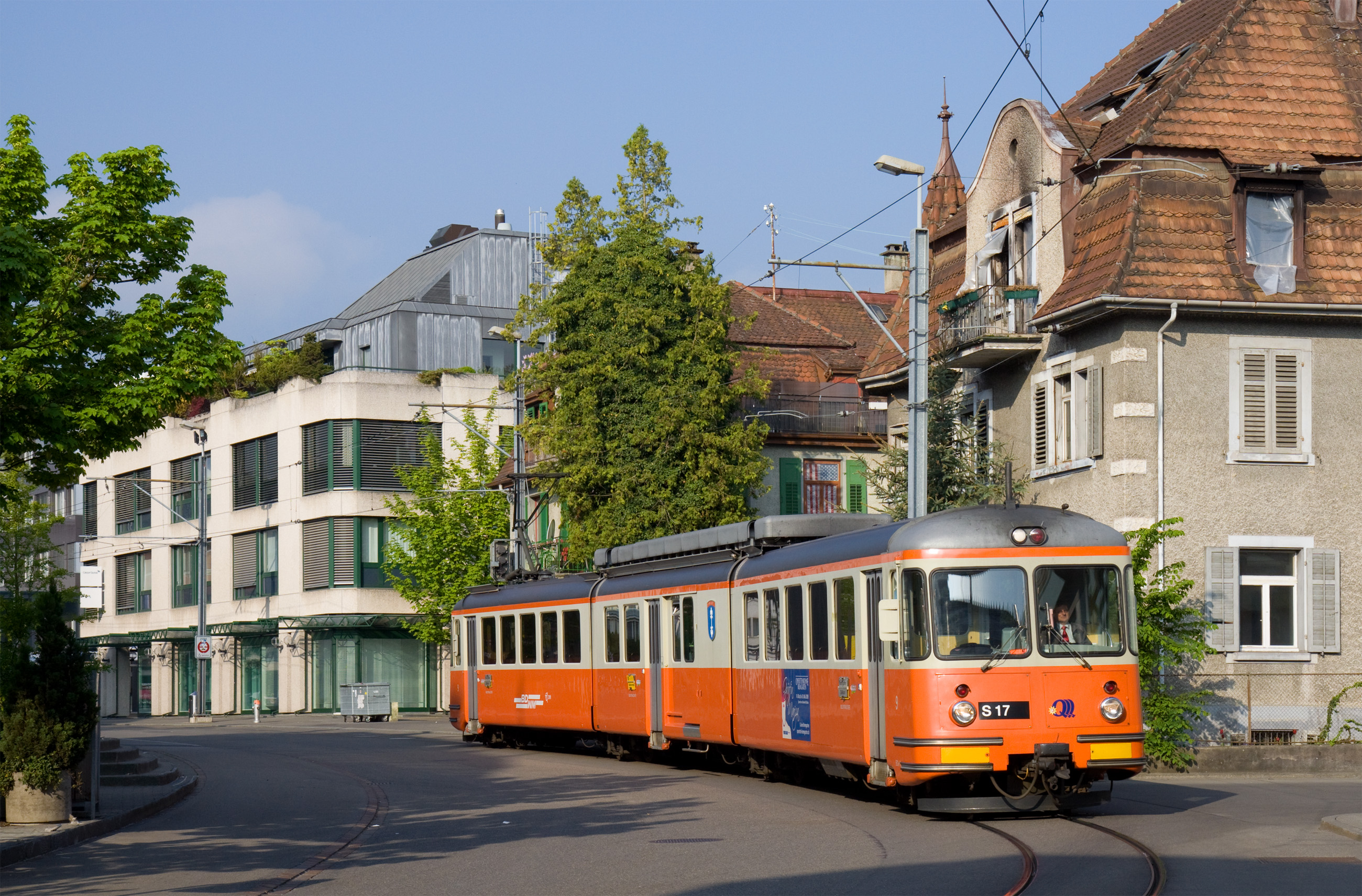
BDe 8/8 im Tram-ähnlichen Abschnitt durch Dietikon

Die Strecke beginnt beim Bahnhof Wohlen an einem überdachten Perron gegenüber dem SBB-Bahnhof (Höhe 426 m). Die Strecke steigt bis auf 451 m Höhe an und fährt danach durch den Bremgarterwald. Die Haltestelle Erdmannlistein liegt mitten im Wald und dient ausschliesslich dem Ausflugsverkehr. Nach 6,6 km wird der Bahnhof Bremgarten West (404 m) erreicht.
Bis hierhin ist die Strecke eher flach (maximal 1,5 % Steigung), hat weite Kurvenradien (minimal 300 m) und ähnelt von der Streckenführung her eher einer gewöhnlichen SBB-Linie als einer Schmalspurbahn. Dabei handelt es sich um die Strecke der ehemaligen Wohlen-Bremgarten-Bahn. Nach dem Bahnhof Bremgarten West ändert sich der Charakter der Strecke völlig. Nach zwei sehr engen Kurven wird die Reuss mit einer 156 Meter langen Brücke überquert. Am Bahnhof Bremgarten (389 m) befindet sich der Betriebsmittelpunkt mit Depot und Verwaltung.
Von hier an verläuft die Strecke stets rechts neben der Hauptstrasse durch dicht besiedeltes Gebiet. Die Strecke steigt mit bis zu 5,6 % bergan. Nach vier engen Kurven wird auf der Mutschellen-Passhöhe die Station Berikon-Widen (551 m) erreicht. Von diesem Scheitelpunkt der Strecke geht es nun wieder bergab. Nach einer scharfen Linkskurve kurz vor Rudolfstetten wird das Gefälle allmählich flacher. Zwischen Reppischhof und Stoffelbach wechselt das Bahntrassee für einige hundert Meter auf die linke Strassenseite. Nach der Haltestelle Bergfrieden folgt als Abschluss ein strassenbahnähnlicher Abschnitt, wo das Gleis auf der Strasse verlegt ist. Die Strecke endet beim Bahnhof Dietikon (391 m) an einem überdachten Perron neben den SBB-Gleisen.
Die Strecke wurde 2009 mit dem Zugbeeinflussungssystem ZSI-127 von Siemens ausgerüstet.
Für die Versorgung der Fahrleitung mit 1200 V Gleichstrom waren ursprünglich vier Gleichrichterstationen aufgestellt, eine weitere wurde 2010 bei Widen Heinrüti errichtet. 2013 folgte noch eine in Wohlen, und eine siebte Gleichrichterstation ist in Dietikon geplant. Die ausgebaute Stromversorgung erlaubt den Betrieb von Dreifachtraktion von Diamant-Zügen.

## Rollmaterial
kursiv: nicht mehr im Bestand
kursiv: nicht im täglichen Einsatz, betriebsfähiges historisches Fahrzeug

### Meterspur

#### Triebfahrzeuge
| Baureihe und Betriebsnummer | Anzahl | Baujahr    | Ausrangiert Verkauft                                                         | Hersteller            | Kommentar | Bild |
| --------------------------- | ------ | ---------- | ---------------------------------------------------------------------------- | --------------------- | --- | ---- |
| ABe 4/8 5001–5014           | 14     | 2010–11    |                                                                              | Stadler               | Bezeichnung Diamant ist ein Akronym für Dynamischer, innovativer, attraktiver, moderner und agiler Nahverkehrstriebzug |      |
| Be 4/8 21–25                | 5      | 1993       | 2011 umgebaut und an WSB abgegeben                                           | SWA, ABB              | |      |
| BDe 8/8 1–9 BDe 8/8 7       | 9      | 1969       | 2010 ausgemustert, ausser Nr. 7                                              | SWS, MFO              | Nr. 7 als betriebsfähiges historisches Fahrzeug erhalten. Im Jahre 2012 auf den Namen Sebni getauft. Das Fahrzeug ist mit ZSI-127 ausgerüstet |      |
| Tm 2/2 51–52                | 2      | 1967–1968  |                                                                              | Stadler, BBC, Sauerer | Rangiertraktoren mit einer Leistung von 120 PS, zuerst als Em 2/2 bezeichnet. Fabriknummer Stadler: 122 und 128. |      |
| Te 2/2 401                  | 1      | ca. 1947   | 1969                                                                         |                       | umgebaut aus Ce 2/2 Nr. 1, als Rangierfahrzeug in Dietikon eingesetzt |      |
| BDe 4/4 10 BDe 4/4 11       | 2      | 1928, 1932 | Nr. 10 im Juli 2009 ausgemustert                                             | SWS, MFO              | Nr. 10 und 11 1956–1957 mit neuem Kasten versehen und im Güterverkehr eingesetzt, zeitweise in orange-weisser VST-Einheitslackierung gehalten Nr. 10 als betriebsfähiger historischer Triebwagen mit Restaurationseinrichtung mit der Bezeichnung Mutschälle-Zähni erhalten. Nr. 11 zuerst erhalten und als Partywagen genutzt, dann wegen asbesthaltiger Isolation abgebrochen. |      |
| Ce 4/4 6–8                  | 3      | 1947       | 1969 an die Frauenfeld-Wil-Bahn verkauft, dort als Be 4/4 204–206 in Betrieb | SWS, MFO              | Grossraum-Motorwagen, 460 PS |      |
| Ce 4/4 7–9                  | 3      | 1912, 1915 | ausgemustert 1969                                                            | SWS, MFO              | vierachsige Triebwagen mit vier Motoren. Leistung 320 PS. Nr. 9 war an der Landesausstellung 1914 in Bern ausgestellt. |      |
| Ce 2/2 1–5                  | 5      | 1902–1911  | ausgemustert                                                                 | SWS, MFO              | zweiachsige Triebwagen mit zwei Motoren Die Nr. 1–3 hatten 70 PS, die Nr. 4–5 hatten 90 PS Antriebsleistung. |      |

#### Wagen
(keine vollständige Aufstellung)

##### Anhängewagen
| Baureihe und Betriebsnummer | Anzahl | Baujahr   | Ausrangiert Verkauft | Hersteller       | Kommentar | Bild                              |
| --------------------------- | ------ | --------- | --- | ---------------- | --- | --------------------------------- |
| C11                         | 1      | 1999      | | eigene Werkstatt | Nachbau des Sommerwagens von 1903                                                                                             | (kein Bild)                       |
| C 11–14                     | 4      | 1902–1903 | ca. 1949 | SWS              | C11 wurde 1999 nachgebaut C14 wurde 1953 zum Unkrautspritzwagen X302 umgebaut                                                 |                                   |
| C 16–18                     | 3      | 1912      | 1969 | SWS              | Die Wagen wurden 1945/46 zu Dreiachsern umgebaut. Zwei Wagen erhielten neue Nummern 19 und 20, Wagen 18 behielt seine Nummer. |                                   |
| C 24-25                     | 2      | 1912      | 1969 | SWS              | |                                   |
| C 26–29                     | 4      | 1906      | - C 26 verschrottet 1971 - C 27 im Jahre 1961 zum Gepäck/Postwagen DZ 105 umgebaut. - C 28 und 29 seit 1971 beim Hotel Stalden in Berikon aufgestellt | MAN              | 1930 gebraucht von der Dampfstraßenbahn Neuötting–Altötting übernommen                                                        | weiteres Bild                     |
| C 31–32                     | 2      | 1920      | 1968 | Baume & Marpent  | In Belgien gebaute Wagen. |                                   |
| C 41–43                     | 3      | 1949      | 1969 verkauft an BTI, 1978 kamen B41 und 42 zur NStCM, B43 zur OJB                                                                                    | SWS              | | B41 und B42 auf dem Weg zur NStCM |

##### Güterwagen, Dienstwagen und Postwagen
| Baureihe und Betriebsnummer | Anzahl | Baujahr    | Ausrangiert Verkauft | Hersteller            | Kommentar                                                                                                 | Bild        |
| --------------------------- | ------ | ---------- | -------------------- | --------------------- | --- | ----------- |
| DZ 105                      | 1      |            |                      | SWS                   | aus K2 42 (Baujahr 1902) umgebaut                                                                         |             |
| Rollschemel                 | 2      | 1954, 1957 | 1977                 |                       | 1977 wurde auf Rollbockbetrieb umgestellt, 1989 wurde der Transport von Normalspurwagen ganz eingestellt. |             |
| P 105                       | 1      | 1907       |                      | SWS                   | Biertransportwagen der Brauerei Löwenbräu in Dietikon                                                     |             |
| X 302                       | 1      | 1953       |                      | eigene Werkstatt      | Umbau aus C 14, Unkrautspritzwagen                                                                        |             |
| X 350                       | 1      | 1972       |                      | SWS, eigene Werkstatt | Rollwagen für den Transport einer Mulde, VST-Einheitslackierung                                           | (kein Bild) |
| Z 101–103                   | 3      | 1909–1912  |                      | SWS                   | |             |

### Normalspur
| Baureihe und Betriebsnummer | Anzahl | Baujahr | Ausrangiert Verkauft | Hersteller       | Kommentar | Bild                      |
| --------------------------- | ------ | ------- | --- | ---------------- | --- | ------------------------- |
| Fe 2/2 251                  | 1      | 1912    | 1969 ausgemustert, 1972 abgebrochen                                                                                               | SWS, MFO         | Abgeliefert mit Schleppstromabnehmer, der 1916 durch Scherenstromabnehmer mit einfacher Schleifleiste ersetzt wurde. 1925 mit Doppelschleifleiste versehen. |                           |
| Em 2/2 102                  | 1      | 1966    | 1994 an Benkler, Villmergen verkauft. Besitzer wurde später von Sersa aufgekauft. 2016 hatte das Fahrzeug die Nummer Tm 237 897-4 | SIG, BBC, Saurer | 1968 von WM übernommen | ähnliches Fahrzeug der ST |
| Em 2/2 103                  | 1      | 1984    | im November 2012 verkauft an Sersa. Neue Nummer Tm 37 862-8 Fabriknummer Stadler: 162                                             | Stadler          | |                           |

## Betrieb
Die S 17 verkehrt zwischen Dietikon und Bremgarten West im 15-Minuten-Takt, halbstündlich verlängert bis Wohlen. In Wohlen bestehen Anschlüsse an die S 26 in beide Richtungen, sowie in der Hauptverkehrszeit an die S 42 Richtung Zürich HB. Ab circa 21:30 Uhr wird auf der ganzen Linie nur noch im 30-Minuten-Takt gefahren.
Am Morgen und Abend zur Hauptverkehrszeit verkehren zusätzliche RE-Züge zwischen Bremgarten und Dietikon, welche nur in Berikon-Widen und Rudolfstetten halten.